# Кермеагаш
Кермеага́ш (каз. Кермеағаш) — село у складі Панфіловського району Жетисуської області Казахстану. Входить до складу Конироленського сільського округу.
У радянські часи село було частиною села Сарпилдак.
Населення — 404 особи (2021; 206 у 2009, 103 у 1999, 258 у 1989).